# Milan Perendija
Milan Perendija (Chirilice sârbe: Mилaн Пepeндиja ; n. 5 ianuarie 1986 în Belgrad) este un fotbalist sârb care în Rimânia a jucat pentru FC Oțelul Galați.

## Titluri
Oțelul Galați
- Liga I (1): 2010-2011[1]